# Jasmina Douieb
Pour les articles homonymes, voir Douieb.
Jasmina Douieb est une actrice et metteuse en scène belge, née à Bruxelles le 9 mai 1973.

## Biographie
Après des études de philologie romane à l'Université libre de Bruxelles, elle entre au Conservatoire royal de Bruxelles où elle remporte un premier prix en art dramatique en 1999.
En 1998, elle participe à la Ligue d'improvisation, puis met en scène Cyrano de Bergerac d'Edmond Rostand au Château du Karreveld en 2001.
Elle reçoit le Prix de la critique en 2008 pour sa mise en scène de Littoral de Wajdi Mouawad, au Théâtre Varia et en 2018 pour sa mise en scène de Moutoufs du Kholektif Zouf. Elle crée la Compagnie Entre chiens et Loups en 2005.
Elle écrit pour le théâtre Je te promets avec son compagnon Matthieu Donck, pièce qu'elle met également en scène au Théâtre Jean Vilar (Louvain-la-Neuve) et au Théâtre Varia de Bruxelles en 2022.

## Théâtre

### Actrice
- 1998 : Le Sommeil de la raison de Michel de Ghelderode, mise en scène de Jean-Paul Humpers, La Montagne magique
- 1999 : Un riche, trois pauvres de Louis Calaferte, mise en scène de Christian Labeau, La Samaritaine
- 2000 : Chaos debout de Véronique Olmi, mise en scène de Michel Kacenelenbogen, Théâtre Le Public
- 2000 : Le Songe d'une nuit d'été de William Shakespeare, mise en scène de Bruno Bulté, château du Karreveld
- 2001 : George Dandin de Molière, mise en scène de Claude Enuset, XL-Théâtre
- 2002 : Le Jeu de l'amour et du hasard de Beaumarchais, mise en scène de Xavier Percy, Théâtre de Namur
- 2002 : Un cas intéressant de Dino Buzzati, mise en scène de Daniel Scahaise, Théâtre de la Place des Martyr
- 2002 : Le Bourgeois gentilhomme de Molière, mise en scène de Christine Hanssens, château du Karreveld
- 2003 : Les Jumeaux vénitiens de Carlo Goldoni, mise en scène de Carlo Boso, Théâtre Le Public
- 2003 : Un chapeau de paille d'Italie d'Eugène Labiche, mise en scène de Bernard Lefrancq, Théâtre royal des Galeries
- 2003 : Une envie de tuer sur le bout de la langue de Xavier Durringer, mise en scène de Georges Lini, XL-Théâtre
- 2003 : La vie est un songe de Pedro Calderón de la Barca, mise en scène de Luca Franceschi, Maison de la Culture de Namur
- 2003 : L'Amuse-gueule de Gérard Lauzier, mise en scène de Martine Willequet, Théâtre royal des Galeries
- 2003 : Les Sept Jours de Simon Labrosse de Carole Fréchette, mise en scène de Martine Willequet, La Samaritaine
- 2004 : Hot House d'Harold Pinter, mise en scène de Stéphane Fenocchi, Zone Urbaine Théâtre
- 2005 : Don Quichotte de Miguel de Cervantes, mise en scène de Jean-Claude Idée, Théâtre royal du Parc
- 2005 : Yvonne, princesse de Bourgogne de Witold Gombrowicz, mise en scène de Philippe Vauchel, Théâtre de verdure de Bruxelles
- 2006 : La Double Inconstance de Marivaux, mise en scène de Jean-Claude Idée, Théâtre royal du Parc
- 2006 : Juliette à la foire de Micheline Parent, mise en scène de Georges Lini, Zone Urbaine Théâtre
- 2006 : Une pucelle pour un gorille de Fernando Arrabal, mise en scène d'Olivier Massart, Festival de Spa
- 2007 : Incendies de Wajdi Mouawad, mise en scène de Georges Lini, Zone Urbaine Théâtre
- 2008 : Marcia Hesse, de Fabrice Melquiot, mise en scène de Georges Lini, Zone Urbaine Théâtre
- 2010 : L'Ombre d'Evgueni Swartz, mise en scène de Jasmina Douieb, Théâtre Le Public
- 2011 : Liaison pornographique, de Philippe Blasband, mise en scène de Daniel Hanssens, La Comédie de Bruxelles
- 2011 : Le Tour du monde en quatre-vingts jours de Thierry Janssen, d'après Jules Verne, mise en scène de Thierry Debroux, Théâtre royal du Parc

### Metteuse en scène
- 2001 : Cyrano de Bergerac d'Edmond Rostand, château du Karreveld
- 2003 : Bal-trap de Xavier Durringer, Festival de Spa
- 2005 : La Princesse Maleine de Maurice Maeterlinck, Zone Urbaine Théâtre
- 2006 : Révolution de Stanislas Cotton, Théâtre de la Balsamine
- 2008 : Littoral de Wajdi Mouawad, Théâtre Varia
- 2008 : Je m'appelle Rachel Corrie d'après Rachel Corrie, Théâtre de Poche
- 2009 : Le Cercle de craie caucasien de Bertolt Brecht, Atelier 210
- 2009 : Terril Apache de Thierry Debroux, Le Manège, Mons
- 2010 : La Défonce de Pascal Chevarie, Atelier 210
- 2010 : L'Ombre d'Evgueni Schwarz, Théâtre de Namur
- 2012 : Himmelweg de Juan Mayorga, Halles de Schaerbeek (avec Ana Rodriguez)
- 2012 : L'Eveil du printemps de Frank Wedekind, Théâtre Le Public
- 2012 : Mademoiselle Julie, d’August Strindberg, Théâtre royal du Parc
- 2013 : Le Mouton et la Baleine, d'Ahmed Ghazali, Théâtre Océan Nord et Atelier 210
- 2013 : Le Mystère Sherlock Holmes, de Thierry Jansen, Théâtre royal du Parc
- 2014 : Alice au pays des merveilles, de Jasmina Douieb et Thierry Jansen, Théâtre royal du Parc
- 2015 : Fantômas, de Thierry Jansen, Théâtre royal du Parc
- 2016 : Chaplin, de Jasmina Douieb et Thierry Jansen, Théâtre royal du Parc
- 2017 : Taking care of baby, de Dennis Kelly, Théâtre Océan Nord et Atelier 210
- 2018 : Moutoufs, du Kholektif Zouf, Théâtre Le Public
- 2019  : L'abattage rituel de Gorge Mastromas de Dennis Kelly, Théâtre de Poche [3],[4]
- 2019 : Borders d'Henry Naylor (en), Théâtre Le Public
- 2021 : Kosmos[5], avec Lara Hubinont

## Filmographie
- 1997 : Le Signaleur de Benoît Mariage
- 1999 : Fatman Show de Pierre Stine
- 2000 : La Porte entr'ouverte de Marc Goldstein
- 2004 : François le célibataire et ses amis formidables d'Ivan Goldschmidt
- 2008 : Coquelicots de Philippe Blasband
- 2012 : Torpedo de Matthieu Donck : la vendeuse d'accueil
- 2016 : La Trêve : la psy
- 2018 : La Trêve 2 : Jasmina Orban, la psy
- 2022 : L'employée du mois de Véronique Jadin